# Simon Makienok
Simon Makienok Christoffersen (født 21. november 1990) er en dansk professionel fodboldspiller, der spiller for den danske klub Hvidovre IF.

## Karriere
Han skiftede til Brøndby i januar 2012 på en transfer fra HB Køge.
Han har tidligere spillet i Næstved Boldklub, hvorfra han skiftede som ungdomsspiller til Herfølge Boldklub. Dog startede hans karriere i barndomsklubben Suså IF, hvorefter han som lilleput spiller rykkede til Næstved Boldklub.

## Privat
Han blev kæreste med Ibi Makienok i 2013. Parret blev gift den 6. september 2014 i Holmens Kirke i København, men de blev i 2019  skilt igen.